# Општина Коштеју
Коштеју (рум. Coşteiu) општина је у Румунији у округу Тимиш.
Oпштина се налази на надморској висини од 122 m.